# برگه جی. ۱۱ئی
برگه جی. ۱۱ئی (به انگلیسی: Breguet G.11E) یک هواگرد ساختِ کارخانهٔ برگه اویاسیون در کشور فرانسه است . این هواگرد برای نخستین بار در ۲۱ مه ۱۹۴۹ میلادی مورد استفاده قرار گرفت.